# Vardan Oskanian
Vardan Minasi Oskanian (en arménien Վարդան Մինասի Օսկանյան, né le 7 février 1955, Syrie), est un homme politique arménien. Il est Ministre des Affaires étrangères de 1998 au 14 avril 2008.

## Biographie

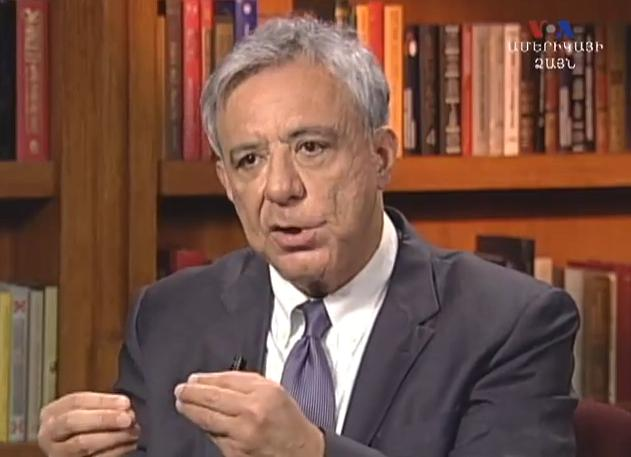
Vartan Oskanian en 2013

La famille de son père est originaire de la ville anatolienne de Kahramanmaraş et a survécu au génocide arménien. La famille de sa mère s'était déjà réfugié à Alep pour fuir les persécutions des Turcs, où se trouve une grande communauté arménienne. C'est là qu'Oskanian allait à l'école. En 1973 il s'est installé en République socialiste soviétique d'Arménie pour y étudier le génie civil à Erevan. En 1981, il est parti à Boston (États-Unis) et a changé son nom de Oskanjan en Oskanian. Il a obtenu un master en ingénierie en 1983, un master en science politique à l'Université Harvard en 1986 et en 1991 un troisième master en droit et en diplomatie. 
Comme son oncle, Vardan Oskanian aurait dû devenir grossiste de diamants à Los Angeles. Mais dès que la République arménienne est devenue indépendante, il est retourné à Erevan en 1992. En 1998 il abandonne sa nationalité américaine et reprend la nationalité arménienne. 
Oskanian parle arménien, arabe et anglais. Il est marié à la pédiatre américaine Dr. Nani Oskanjan. Le couple a deux fils, qui ont la nationalité américaine, et vit à Erevan.